# Радіальний двигун

Кінематика однорядного зіркоподібного двигуна

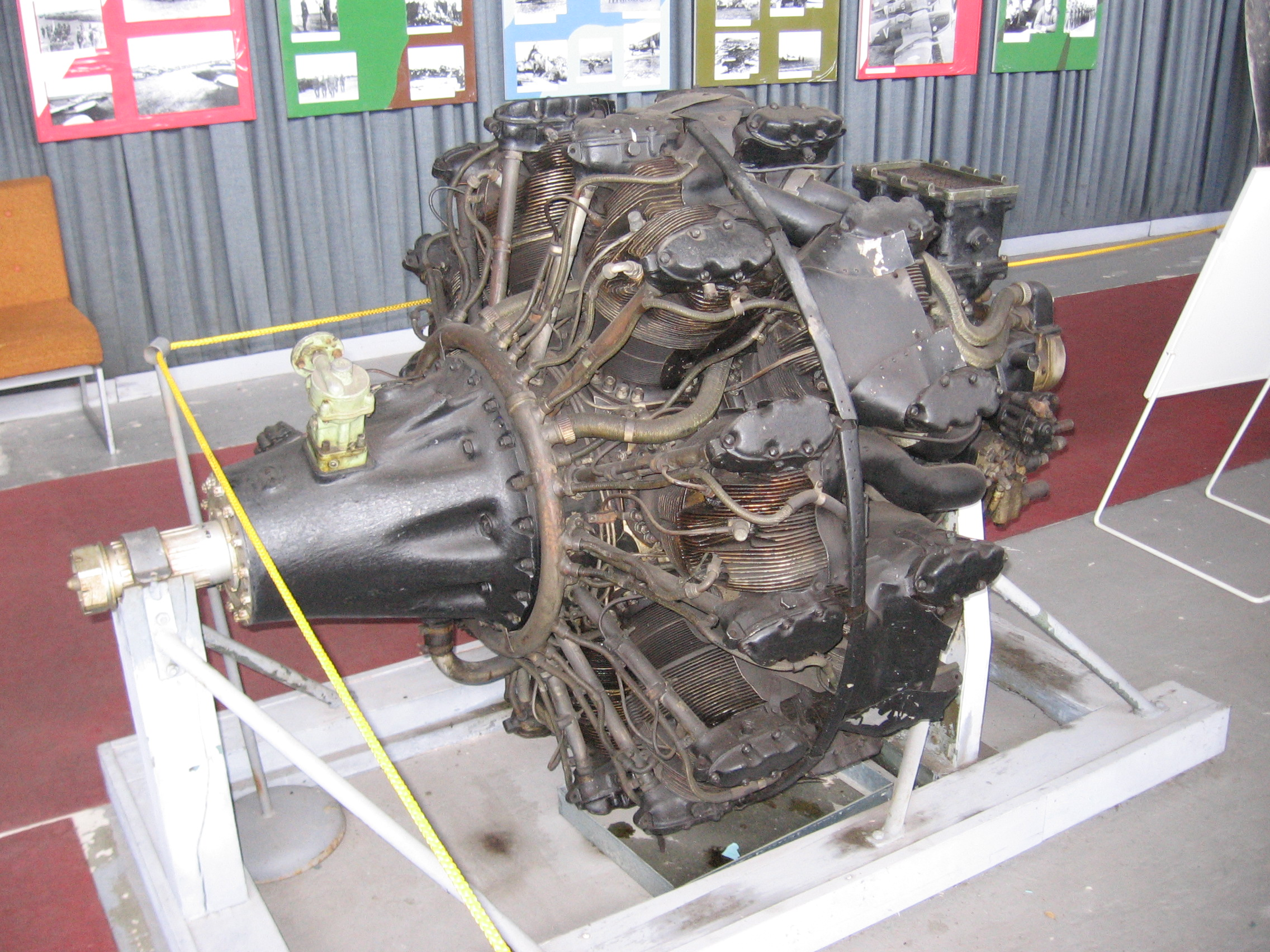
Авіаційний дворядний зіркоподібний двигун АШ-82

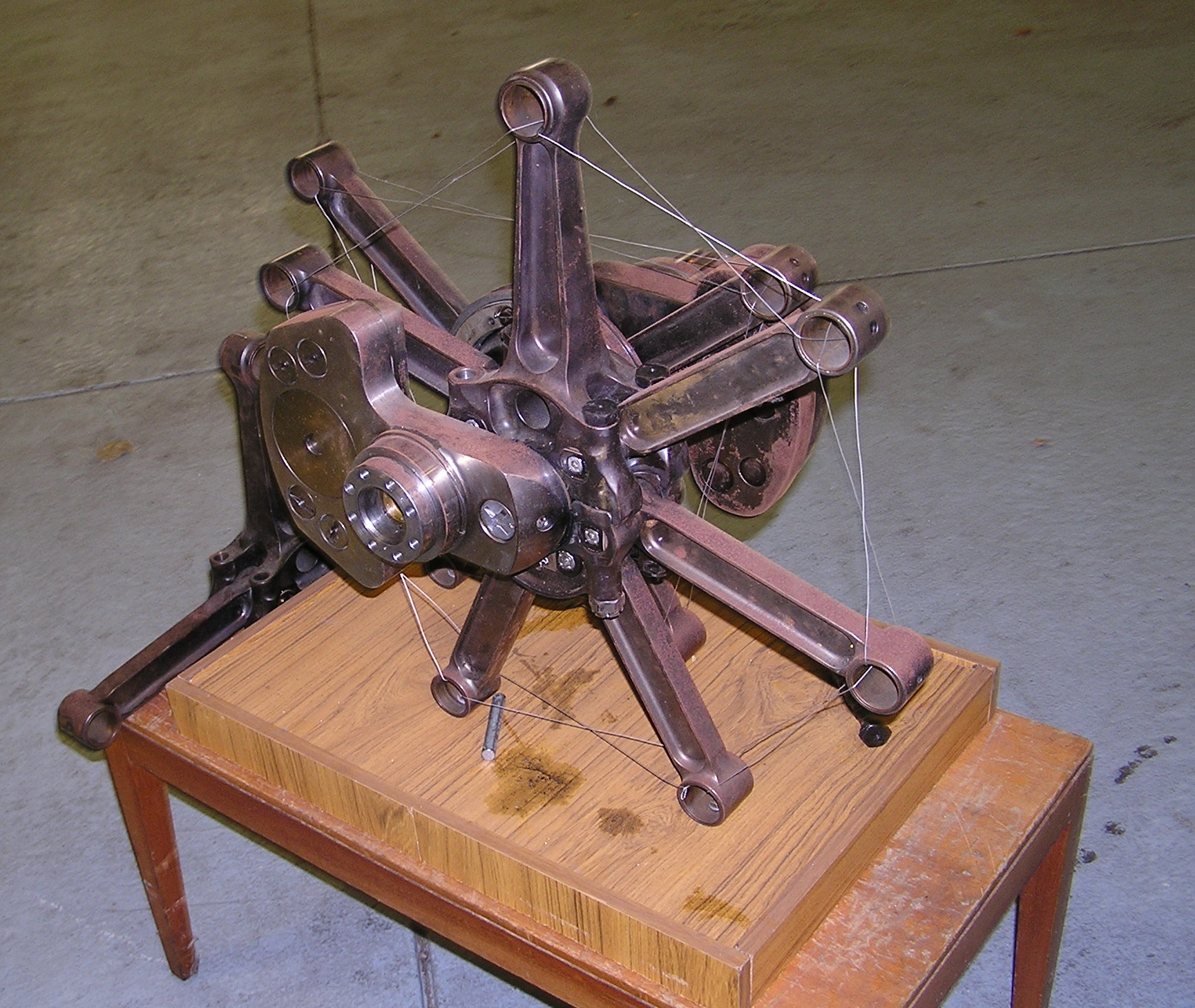
Кривошипно-шатунний механізм радіального дворядного чотирнадцятициліндрового двигуна марки Pratt & Whitney R1830 Twin Wasp

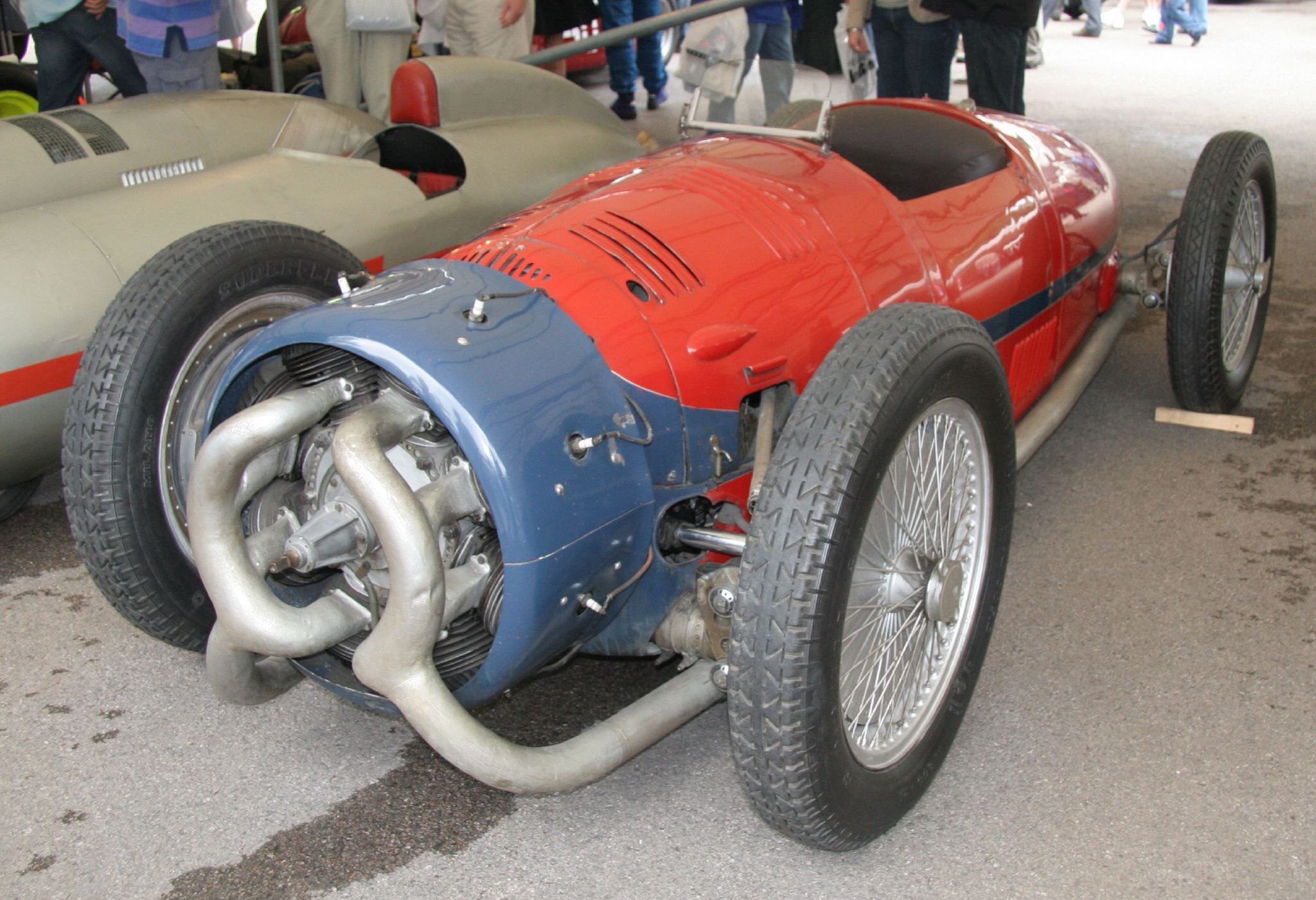
Радіальний двигун у гоночному авто (1935)

Радіа́льний двигу́н або зіркоподі́бний двигу́н (англ. radial engine або англ. star engine) — конфігурація поршневого двигуна внутрішнього згоряння, у якого циліндри розташовані радіальними променями навколо одного спільного колінчастого вала через однакові кути.
Усі циліндри розташовуються приблизно в одній площині. Щоб сполучити їх з єдиною шатунною шийкою колінчастого вала, використовується збірний шатун, на якому розташовані решта шатунних шийок.
Зіркоподібний двигун має невелику довжину і дозволяє компактно розміщувати велику кількість циліндрів, завдяки чому він знайшов широке застосування в авіації.

## Конструктивні особливості
Головна відмінність зіркоподібного двигуна від поршневих двигунів інших типів полягає в конструкції кривошипно-шатунного механізму. Наявність одного шатуна є головною ознакою (він схожий на шатун звичайного двигуна з рядним розташуванням циліндрів), інші шатуни є причіпними і кріпляться до головного шатуна по його периферії (такий же принцип застосовується у V-подібних двигунах). Недоліком конструкції зіркоподібного двигуна є можливість перетікання масла в нижні циліндри при зупиненому двигуні, у зв'язку з чим необхідно перед його запуском переконатися у відсутності масла в нижніх циліндрах. Запуск двигуна при наявності масла в нижніх циліндрах призводить до гідроудару та поломки кривошипно-шатунного механізму.
Залежно від розмірів та потужності зіркоподібні двигуни за рахунок подовження колінчастого вала можуть утворювати декілька зірок — відсіків.
Чотиритактні зіркоподібні мотори зазвичай мають непарну кількість циліндрів у відсіку — це дозволяє подавати іскру у циліндри «через один». Можлива робота і з парною кількістю циліндрів (найчастіше — при розташуванні циліндрів у декілька рядів), але для забезпечення плавності ходу їх кількість не може бути степенем числа 2.

## Історія радіальних двигунів
Перший радіальний двигун було створено у 1901 році Чарльзом Менлі (англ. Charles Matthews Manly;1876-1927). Двигун був 5-ти циліндровим і з водяним охолодженням. Його було створено на базі конструкції однієї з ротативних машин Стівена Бальцера (англ. Stephen Balzer; 1864-1940), для літака проекту С. Ленглі «Аеродром». Двигун відомий під назвою «двигун Манлі-Бальцера» (англ. Manly-Balzer engine), потужність його становила 52 к.с. (39 кВт) при 950 об/хв.
У 1903–1904 роках Якоб Еллехаммер (англ. Jacob Ellehammer) створив перший у світі трициліндровий радіальний двигун з повітряним охолодженням. Пізніше, у 1907 році він виготовив потужніший п'ятициліндровий двигун, а у 1908–1909 роках він займався розробленням шестициліндрового дворядного радіального двигуна.
Надалі в 1920-30-х роках радіальні (зіркоподібні) двигуни отримали широке застосування в авіації через свою надійність, малі габарити й масу та ефективне використання повітряного охолодження.
Основний недолік радіальних двигунів — це великий аеродинамічний опір через виступання у потік повітря ребристих циліндрів та великий мідель двигуна.

## Конструкція
У конструкції радіального двигуна кожен циліндр відділений від інших та доступний для ремонту і обслуговування. Також, конструкція добре придатна для повітряного охолодження, тому переважна більшість таких двигунів випускається саме з повітряним охолодженням. Мінімальна кількість циліндрів для утворення радіального двигуна — три, якщо взяти два, то це вже буде або V-подібний, або опозитний двигун.
Всередині радіального двигуна, по центру розташований колінчастий вал з одним коліном і противагою. До шатунної шийки кріпиться ведучий шатун, до якого вже безпосередньо кріпляться решта, ведені шатуни. Ця принципова відмінність кривошипно-шатунного механізму обумовлена самою конструкцією двигуна — традиційний колінчастий вал тут немає де помістити.
Радіальні двигуни бувають дво- і чотиритактними, останні зазвичай мають непарну кількість циліндрів, що дозволяє подавати іскру через один циліндр.
Двотактні радіальні двигуни встановлювались на легкі літаки і їх запускали різким провертанням повітряного гвинта. Кожний циліндр чотиритактного двигуна зазвичай має два клапани, що приводяться у дію через штовхачі, які у свою чергу штовхає розподільний диск, що жорстко пов'язаний з колінчастим валом.
Вихлопна система таких двигунів також є радіальною, але, зазвичай, труби розводяться на два боки. Коли циліндрів парна кількість, тоді нерідко кожен з циліндрів може мати свою вихлопну трубу.
Досі радіальні двигуни встановлюють на літаки і навіть на гелікоптери. Можливість обходитися без рідинного охолодження та відпрацьована роками технологія не дозволяє відмовитися від цього типу двигунів внутрішнього згоряння в авіабудуванні. Також такі двигуни ставлять на легкі човни і на невеликі катери, що переміщаються з допомогою повітряного гвинта. У такому випадку моторний відсік обмежують сіткою. Існують приклади використання радіальних двигунів на спортивних автомобілях і навіть на мотоциклах.
Одним з виробників радіальних двигунів є австралійська компанія Rotec Engeneering.